# کوولوج
کوولوج (به لاتین: Kövlüc) یک منطقه مسکونی در جمهوری آذربایجان است که در شهرستان آق‌سو واقع شده است.